# Țîhanske (Kirove), Poltava
Țîhanske (în ucraineană Циганське) este un sat în comuna Kirove din raionul Poltava, regiunea Poltava, Ucraina.

## Demografie
Componența lingvistică a localității Țîhanske
     Ucraineană (96,33%)
     Rusă (3,21%)
     Alte limbi (0,46%)
Conform recensământului din 2001, majoritatea populației localității Țîhanske era vorbitoare de ucraineană (96,33%), existând în minoritate și vorbitori de rusă (3,21%).